# Imoco Volley 2023-2024
Questa voce raccoglie le informazioni riguardanti l'Imoco Volley nelle competizioni ufficiali della stagione 2023-2024.

## Stagione
Nella stagione 2023-24 l'Imoco Volley assume la denominazione sponsorizzata di Prosecco Doc Imoco Conegliano nelle competizioni nazionali e Antonio Carraro Imoco Volley in quelle internazionali.
Grazie ai risultati ottenuti nella stagione 2022-23 disputa la Supercoppa italiana: vince il trofeo per la settima volta battendo la Pro Victoria.
Partecipa per la dodicesima volta alla Serie A1; chiude la regular season di campionato al primo posto in classifica, qualificandosi per i play-off scudetto: conquista per la settima volta lo scudetto battendo nella serie della finale la Savino Del Bene.
Grazie al primo posto al termine del girone di andata del campionato, l'Imoco si qualifica per la Coppa Italia, vincendo il trofeo per la sesta volta, grazie alla vittoria in finale contro la Pro Victoria.
Partecipa alla Champions League: dopo aver superato la fase a gironi al primo posto nel proprio raggruppamento, arriva fino alla finale, gara che riesce a vincere battendo la Pro Victoria, conquistando per seconda volta il titolo di campione d'Europa.

## Organigramma societario
Area direttiva
- Presidente: Piero Garbellotto
- Copresidente: Pietro Maschio
- Vicepresidente: Elena Polo
- Presidente onorario: Emilio Corvo
- Team manager: Pier Paolo Zanasi
- Dirigente: Silvia Giovanardi, Gianbattista De Mari
- Responsabile palasport e materiali: Gianfranco Tonon
- Segreteria: Martina Michielin, Leonardo De Vido
- Responsabile sponsor: Francesco Piccin
- Responsabile arbitri: Pasqual Maurizio

Area tecnica
- Allenatore: Daniele Santarelli
- Allenatore in seconda: Valerio Lionetti
- Assistente allenatore: Tommaso Barbato, Andrea Zotta, Lorenzo Monari
- Scout man: Marco Greco

Area comunicazione
- Ufficio comunicazione: Simone Fregonese
- Area web: Paolo Moret
- Fotografo: Michele Gregolin
- Speaker: Luca Barzi
- Responsabile eventi: Gabriele Maramieri
- Responsabile curva: Alessio Scandiuzzi

Area marketing
- Responsabile commerciale: Isabella Minato

Area sanitaria
- Medico: Claudio Dalla Torre, Lorenzo Segre, Vito Lamberti
- Fisioterapista: Enrico Corradini, Ivan Bisetto, Francesco Zucca
- Preparatore atletico: Marco Da Lozzo, Alberto Padovan

## Rosa
| N° | Nome               | Ruolo | Data di nascita   | Nazionalità sportiva |
| -- | ------------------ | ----- | ----------------- | -------------------- |
| 1  | Vittoria Piani     | O     | 12 febbraio 1998  | Italia               |
| 2  | Kathryn Plummer    | S     | 16 ottobre 1998   | Stati Uniti          |
| 3  | Kelsey Robinson    | S     | 25 giugno 1992    | Stati Uniti          |
| 4  | Federica Squarcini | C     | 24 settembre 2000 | Italia               |
| 5  | Robin de Kruijf    | C     | 5 maggio 1991     | Paesi Bassi          |
| 6  | Alessia Gennari    | S     | 3 novembre 1991   | Italia               |
| 9  | Marina Lubian      | C     | 11 aprile 2000    | Italia               |
| 10 | Monica De Gennaro  | L     | 8 gennaio 1987    | Italia               |
| 11 | Isabelle Haak      | O     | 11 luglio 1999    | Svezia               |
| 12 | Madison Bugg       | P     | 4 agosto 1994     | Stati Uniti          |
| 14 | Joanna Wołosz      | P     | 7 aprile 1990     | Polonia              |
| 16 | Khalia Lanier      | S     | 19 settembre 1998 | Stati Uniti          |
| 19 | Sarah Fahr         | C     | 12 settembre 2001 | Italia               |
| 20 | Anna Bardaro       | L     | 29 aprile 2005    | Italia               |

## Mercato
| Acquisti | Acquisti       | Acquisti     | Acquisti   |
| R.       | Nome           | da           | Modalità   |
| -------- | -------------- | ------------ | ---------- |
| P        | Madison Bugg   | Radomka      | definitivo |
| S        | Khalia Lanier  | Bergamo 1991 | definitivo |
| O        | Vittoria Piani | Megavolley   | definitivo |

| Cessioni | Cessioni         | Cessioni               | Cessioni   |
| R.       | Nome             | a                      | Modalità   |
| -------- | ---------------- | ---------------------- | ---------- |
| P        | Roberta Carraro  | Montecchio Maggiore    | definitivo |
| S        | Alexa Gray       | Eczacıbaşı             | definitivo |
| L        | Ylenia Pericati  | Millenium Brescia      | definitivo |
| O        | Stephanie Samedy | Muratpaşa Sigorta Shop | definitivo |

## Risultati

### Serie A1

#### Girone di andata
| 1ª giornata - 8 ottobre 2023 PalaVerde, Villorba                             | Imoco           | 3 - 0 | Trentino      | 25-18, 25-16, 25-18           |
| 2ª giornata - 14 ottobre 2023 PalaCastagnaretta, Cuneo                       | Cuneo Granda    | 0 - 3 | Imoco         | 20-25, 12-25, 14-25           |
| 3ª giornata - 21 ottobre 2023 PalaMaddalene, Chieri                          | Chieri '76      | 1 - 3 | Imoco         | 19-25, 23-25, 25-18, 25-27    |
| 4ª giornata - 22 novembre 2023 PalaVerde, Villorba                           | Imoco           | 3 - 0 | Roma Club     | 25-16, 25-16, 25-20           |
| 5ª giornata - 1º novembre 2023 PalaWanny, Firenze                            | Savino Del Bene | 1 - 3 | Imoco         | 24-26, 25-27, 25-23, 20-25    |
| 6ª giornata - 5 novembre 2023 Forum di Milano, Assago                        | Pro Victoria    | 1 - 3 | Imoco         | 25-23, 18-25, 20-25, 15-25    |
| 7ª giornata - 12 novembre 2023 PalaVerde, Villorba                           | Imoco           | 3 - 0 | Firenze       | 25-15, 25-21, 25-17           |
| 8ª giornata - 19 novembre 2023 PalaFacchetti, Treviglio                      | Bergamo 1991    | 0 - 3 | Imoco         | 15-25, 22-25, 17-25           |
| 9ª giornata - 26 novembre 2023 PalaVerde, Villorba                           | Imoco           | 3 - 0 | Casalmaggiore | 27-25, 25-23, 25-17           |
| 10ª giornata - 3 dicembre 2023 PalaTerdoppio, Novara                         | AGIL            | 1 - 3 | Imoco         | 19-25, 14-25, 25-23, 18-25    |
| 11ª giornata - 10 dicembre 2023 PalaVerde, Villorba                          | Imoco           | 3 - 0 | Megavolley    | 25-18, 25-20, 25-17           |
| 12ª giornata - 17 dicembre 2023 Palazzetto dello Sport, Villafranca Piemonte | Pinerolo        | 2 - 3 | Imoco         | 21-25 26-24 14-25 25-23 13-15 |
| 13ª giornata - 23 dicembre 2023 PalaVerde, Villorba                          | Imoco           | 3 - 0 | UYBA          | 25-20, 25-15, 25-18           |

#### Girone di ritorno
| 14ª giornata - 26 dicembre 2023 PalaTrento, Trentino        | Trentino      | 0 - 3 | Imoco           | 19-25, 18-25, 21-25              |
| 15ª giornata - 7 gennaio 2024 PalaVerde, Villorba           | Imoco         | 3 - 0 | Cuneo Granda    | 25-22, 25-21, 25-19              |
| 16ª giornata - 14 gennaio 2024 PalaVerde, Villorba          | Imoco         | 3 - 2 | Chieri '76      | 26-28, 25-19, 21-25, 30-28, 15-9 |
| 17ª giornata - 21 gennaio 2024 Palazzetto dello Sport, Roma | Roma Club     | 2 - 3 | Imoco           | 25-21, 23-25, 26-24, 18-25, 4-15 |
| 18ª giornata - 27 gennaio 2024 PalaVerde, Villorba          | Imoco         | 3 - 0 | Savino Del Bene | 25-15, 25-21, 25-17              |
| 19ª giornata - 4 febbraio 2024 PalaVerde, Villorba          | Imoco         | 3 - 0 | Pro Victoria    | 25-23, 25-18, 25-18              |
| 20ª giornata - 11 febbraio 2024 PalaWanny, Firenze          | Firenze       | 1 - 3 | Imoco           | 19-25, 25-22, 18-25, 22-25       |
| 21ª giornata - 25 febbraio 2024 PalaVerde, Villorba         | Imoco         | 3 - 0 | Bergamo 1991    | 25-17, 25-14, 25-21              |
| 22ª giornata - 2 marzo 2024 PalaRadi, Cremona               | Casalmaggiore | 1 - 3 | Imoco           | 25-17, 15-25, 16-25, 19-25       |
| 23ª giornata - 6 marzo 2024 PalaVerde, Villorba             | Imoco         | 3 - 0 | AGIL            | 25-14, 27-25, 25-17              |
| 24ª giornata - 9 marzo 2024 PalaCampanara, Pesaro           | Megavolley    | 1 - 3 | Imoco           | 25-22, 17-25, 22-25, 13-25       |
| 25ª giornata - 16 marzo 2024 PalaVerde, Villorba            | Imoco         | 3 - 0 | Pinerolo        | 25-19, 25-18, 25-21              |
| 26ª giornata - 24 marzo 2024 PalaPiantanida, Busto Arsizio  | UYBA          | 1 - 3 | Imoco           | 25-22, 20-25, 20-25, 19-25       |

#### Play-off scudetto
| Quarti di finale (gara 1) - 27 marzo 2024 PalaVerde, Villorba          | Imoco           | 3 - 0 | Roma Club       | 25-21, 25-18, 25-18               |
| Quarti di finale (gara 2) - 31 marzo 2024 Palazzetto dello Sport, Roma | Roma Club       | 0 - 3 | Imoco           | 17-25, 13-25, 21-25               |
| Semifinali (gara 1) - 7 aprile 2024 PalaVerde, Villorba                | Imoco           | 3 - 0 | AGIL            | 25-19, 25-12, 25-20               |
| Semifinali (gara 2) - 10 aprile 2024 PalaTerdoppio, Novara             | AGIL            | 3 - 2 | Imoco           | 25-17, 25-23, 17-25, 14-25, 15-12 |
| Semifinali (gara 3) - 13 aprile 2024 PalaVerde, Villorba               | Imoco           | 3 - 0 | AGIL            | 25-19, 25-22, 25-20               |
| Finale (gara 1) - 17 aprile 2024 PalaVerde, Villorba                   | Imoco           | 2 - 3 | Savino Del Bene | 22-25, 25-16, 22-25, 26-24, 15-17 |
| Finale (gara 2) - 20 aprile 2024 PalaWanny, Firenze                    | Savino Del Bene | 2 - 3 | Imoco           | 25-23, 21-25, 25-19, 23-25, 11-15 |
| Finale (gara 3) - 24 aprile 2024 PalaVerde, Villorba                   | Imoco           | 3 - 1 | Savino Del Bene | 30-28, 23-25, 29-27, 25-22        |
| Finale (gara 4) - 27 aprile 2024 PalaWanny, Firenze                    | Savino Del Bene | 1 - 3 | Imoco           | 25-23, 17-25, 17-25, 21-25        |

### Coppa Italia
| Quarti di finale - 24 gennaio 2024 PalaVerde, Villorba | Imoco | 3 - 0 | Firenze      | 25-19, 25-13, 25-19               |
| Semifinali - 17 febbraio 2024 PalaTrieste, Trieste     | Imoco | 3 - 0 | Chieri '76   | 25-18, 25-16, 25-12               |
| Finale - 18 febbraio 2024 PalaTrieste, Trieste         | Imoco | 3 - 2 | Pro Victoria | 25-21, 22-25, 25-19, 19-25, 15-11 |

### Supercoppa italiana
| Finale - 28 ottobre 2023 Modigliani Forum, Livorno | Imoco | 3 - 1 | Pro Victoria | 26-24, 21-25, 25-23, 25-20 |

### Champions League

#### Fase a gironi
| 1ª giornata - 7 novembre 2023 PalaVerde, Villorba      | Imoco              | 3 - 0 | Asterix Avo        | 27-25, 25-16, 25-16        |
| 2ª giornata - 15 novembre 2023 SCHARRena, Stoccarda    | MTV Stoccarda      | 1 - 3 | Imoco              | 25-21, 19-25, 20-25, 18-25 |
| 3ª giornata - 29 novembre 2023 Hala Podpromie, Rzeszów | Developres Rzeszów | 1 - 3 | Imoco              | 15-25, 15-25, 25-17, 26-28 |
| 4ª giornata - 5 dicembre 2023 PalaVerde, Villorba      | Imoco              | 3 - 0 | MTV Stoccarda      | 25-19, 25-15, 25-23        |
| 5ª giornata - 11 gennaio 2024 Topsporthal, Beveren     | Asterix Avo        | 0 - 3 | Imoco              | 11-25, 14-25, 14-25        |
| 6ª giornata - 16 gennaio 2024 PalaVerde, Villorba      | Imoco              | 3 - 1 | Developres Rzeszów | 25-16, 23-25, 25-16, 25-11 |

#### Fase a eliminazione diretta
| Quarti di finale (andata) - 20 febbraio 2024 VakıfBank Spor Sarayı, Istanbul | VakıfBank  | 1 - 3 | Imoco        | 25-23, 17-25, 18-25, 18-25        |
| Quarti di finale (ritorno) - 29 febbraio 2024 PalaVerde, Villorba            | Imoco      | 3 - 1 | VakıfBank    | 20-25, 25-18, 25-19, 25-16        |
| Semifinali (andata) - 14 marzo 2024 PalaVerde, Villorba                      | Imoco      | 3 - 2 | Eczacıbaşı   | 26-28, 20-25, 25-14, 25-22, 18-16 |
| Semifinali (ritorno) - 20 marzo 2024 Burhan Felek Spor Salonu, Istanbul      | Eczacıbaşı | 1 - 3 | Imoco        | 17-25, 15-25, 26-24, 16-25        |
| Finale - 5 maggio 2024 Antalya Spor Salonu, Adalia                           | Imoco      | 3 - 2 | Pro Victoria | 25-14, 23-25, 25-19, 19-25, 15-9  |

## Statistiche

### Statistiche di squadra
| Competizione        | Punti | In casa | In casa | In casa | In trasferta | In trasferta | In trasferta | Totale | Totale | Totale |
| Competizione        | Punti | G       | V       | P       | G            | V            | P            | G      | V      | P      |
| ------------------- | ----- | ------- | ------- | ------- | ------------ | ------------ | ------------ | ------ | ------ | ------ |
| Serie A1            | 75    | 18      | 17      | 1       | 17           | 16           | 1            | 35     | 33     | 2      |
| Coppa Italia        | -     | 1       | 1       | 0       | 0            | 0            | 0            | 3      | 3      | 0      |
| Supercoppa italiana | -     | -       | -       | -       | -            | -            | -            | 1      | 1      | 0      |
| Champions League    | 18    | 5       | 5       | 0       | 5            | 5            | 0            | 11     | 11     | 0      |
| Totale              | -     | 24      | 23      | 1       | 22           | 21           | 1            | 50     | 48     | 2      |

G = partite giocate; V = partite vinte; P = partite perse

### Statistiche dei giocatori
| Giocatore     | Serie A1 | Serie A1 | Serie A1 | Serie A1 | Serie A1 | Coppa Italia | Coppa Italia | Coppa Italia | Coppa Italia | Coppa Italia | Supercoppa italiana | Supercoppa italiana | Supercoppa italiana | Supercoppa italiana | Supercoppa italiana | Champions League | Champions League | Champions League | Champions League | Champions League | Totale | Totale | Totale | Totale | Totale |
| Giocatore     | P        | PT       | AV       | MV       | BV       | P            | PT           | AV           | MV           | BV           | P                   | PT                  | AV                  | MV                  | BV                  | P                | PT               | AV               | MV               | BV               | P      | PT     | AV     | MV     | BV     |
| ------------- | -------- | -------- | -------- | -------- | -------- | ------------ | ------------ | ------------ | ------------ | ------------ | ------------------- | ------------------- | ------------------- | ------------------- | ------------------- | ---------------- | ---------------- | ---------------- | ---------------- | ---------------- | ------ | ------ | ------ | ------ | ------ |
| A. Bardaro    | 19       | 2        | 0        | 0        | 2        | 0            | 0            | 0            | 0            | 0            | 1                   | 0                   | 0                   | 0                   | 0                   | 8                | 3                | 0                | 0                | 3                | 28     | 5      | 0      | 0      | 5      |
| M. Bugg       | 24       | 14       | 6        | 2        | 6        | 3            | 0            | 0            | 0            | 0            | 0                   | 0                   | 0                   | 0                   | 0                   | 8                | 7                | 4                | 1                | 2                | 35     | 21     | 10     | 3      | 8      |
| M. De Gennaro | 35       | 0        | 0        | 0        | 0        | 3            | 0            | 0            | 0            | 0            | 1                   | 0                   | 0                   | 0                   | 0                   | 11               | 0                | 0                | 0                | 0                | 50     | 0      | 0      | 0      | 0      |
| R. de Kruijf  | 18       | 88       | 66       | 18       | 4        | 2            | 4            | 3            | 1            | 0            | 1                   | 2                   | 2                   | 0                   | 0                   | 11               | 84               | 51               | 25               | 8                | 32     | 178    | 122    | 44     | 12     |
| S. Fahr       | 24       | 213      | 136      | 56       | 21       | 3            | 34           | 26           | 5            | 3            | 1                   | 14                  | 11                  | 2                   | 1                   | 7                | 69               | 49               | 15               | 5                | 35     | 330    | 222    | 78     | 30     |
| A. Gennari    | 29       | 111      | 92       | 11       | 8        | 2            | 2            | 1            | 1            | 0            | 1                   | 1                   | 1                   | 0                   | 0                   | 10               | 14               | 9                | 2                | 3                | 42     | 128    | 103    | 14     | 11     |
| I. Haak       | 32       | 675      | 578      | 57       | 40       | 3            | 57           | 50           | 4            | 3            | 1                   | 25                  | 22                  | 2                   | 1                   | 11               | 244              | 208              | 17               | 19               | 47     | 1 001  | 858    | 80     | 63     |
| K. Lanier     | 20       | 216      | 193      | 7        | 16       | 2            | 12           | 10           | 1            | 1            | 1                   | 2                   | 2                   | 0                   | 0                   | 7                | 58               | 46               | 2                | 10               | 30     | 288    | 251    | 10     | 27     |
| M. Lubian     | 26       | 252      | 158      | 42       | 52       | 3            | 20           | 18           | 2            | 0            | 0                   | 0                   | 0                   | 0                   | 0                   | 7                | 11               | 7                | 0                | 4                | 36     | 283    | 183    | 44     | 56     |
| V. Piani      | 17       | 62       | 55       | 5        | 2        | 1            | 0            | 0            | 0            | 0            | 0                   | 0                   | 0                   | 0                   | 0                   | 4                | 18               | 15               | 2                | 1                | 22     | 80     | 70     | 7      | 3      |
| K. Plummer    | 21       | 269      | 230      | 21       | 18       | 3            | 38           | 29           | 4            | 5            | 1                   | 6                   | 6                   | 0                   | 0                   | 9                | 130              | 110              | 8                | 12               | 34     | 443    | 375    | 33     | 35     |
| K. Robinson   | 31       | 308      | 265      | 23       | 20       | 2            | 24           | 23           | 1            | 0            | 1                   | 8                   | 8                   | 0                   | 0                   | 8                | 89               | 75               | 8                | 6                | 42     | 429    | 371    | 32     | 26     |
| F. Squarcini  | 17       | 115      | 71       | 31       | 13       | 0            | 0            | 0            | 0            | 0            | 1                   | 6                   | 4                   | 1                   | 1                   | 5                | 22               | 13               | 5                | 4                | 23     | 143    | 88     | 37     | 18     |
| J. Wołosz     | 32       | 76       | 24       | 26       | 26       | 3            | 4            | 2            | 2            | 0            | 1                   | 4                   | 1                   | 1                   | 2                   | 11               | 26               | 8                | 10               | 8                | 47     | 110    | 35     | 39     | 36     |

P = presenze; PT = punti totali; AV = attacchi vincenti; MV = muri vincenti; BV = battute vincenti